# Káka tövén költ a ruca
A Káka tövén költ a ruca kezdetű magyar nóta zenéjét Travnyik János komponálta, a szövegét Losonczy László írta.
Liszt Ferenc 8. rapszódiájában feldolgozta a dalt.

## Kotta és dallam
| Káka tövén költ a ruca, jó földben terem a búza, de ahol a hű lány terem, azt a helyet nem ismerem seholsem. | Kidőlt a fa mandulástól, elválok én a rózsámtól, úgy elválok én szegénytől, mint ősszel fa levelétől elválik. |

## Érdekességek
József Attila e dallamra írta Holt vidék című versét.
Blaha Lujza ezzel a dallal lépett először színpadra ötéves korában.

## Felvételek
- Káka tövén költ a ruca. Énekel: Székely Mihály  YouTube (Hozzáférés: 2015. február 25.) (audió)
- Káka tövén költ a ruca, jó földben terem a búza. Lugosi Tibor  YouTube (2015. március 2.)  (Hozzáférés: 2015. február 25.) (audió) tárogatószóló.
- Kaka Toven Kolt A Ruczcza. Énekel: Delley Emil  YouTube (2015. október 14.)  (Hozzáférés: 2015. február 25.) (audió) 1902-es felvétel.
- Vasárnapi muzsika. Énekel: Tarján Tamás, kísér ifj. Kállai Kiss Ernő és népi zenekara  Nemzeti Audioviziális archívum (2014. április 23.)  (Hozzáférés: 2016. február 25.) (videó) 21:08–23:05.

## Kapcsolódó lapok
- káka